# Tōnoshō
Tōnoshō (東庄町?) è una cittadina giapponese della prefettura di Chiba.